# Trofeul Zamora
Trofeul Ricardo Zamora este un premiu acordat de cotidianul spaniol Marca portarului care are cel mai mic raport între numărul de goluri primite și numărul de jocuri disputate. Trofeul poartă numele legendarului portar spaniol Ricardo Zamora.
În primul an în care a fost decernat, portarul câștigător trebuia să fi jucat minim 15 meciuri în campionat în sezonul curent. În 1964, limita de meciuri a fost mărită la 22. În 1983, a fost mărită la 28 de meciuri și o nouă regulă a fost adăugată: portarul trebuia să joace minim 60 de minute într-un meci pentru ca acesta să fie luat în considerare.
Recent, lista cu portarii care ar fi câștigat trofeul înainte de anul 1958 a fost publicată. Pentru acele sezoane, limita de meciuri a fost aplicată. Pentru campionatele cu numai 10 echipe, limita de meciuri jucate a fost de 14, pentru cele cu 12 echipe a fost de 17 iar pentru cele cu 14 limita a fost de 20 de meciuri. Pentru campionatele cu 16 echipe limita este de 22 de meciuri.

## Câștigători

### Primera División
| Sezon                                                                            | Jucător                  | Naționalitate | Echipă                  | Meciuri jucate | Goluri primite | Coeficient |
| -------------------------------------------------------------------------------- | ------------------------ | ------------- | ----------------------- | -------------- | -------------- | ---------- |
| 1928-29                                                                          | Ricardo Zamora           | Spania        | Espanyol                | 15             | 24             | 1.60       |
| 1929-30                                                                          | Gregorio Blasco          | Spania        | Athletic Bilbao         | 15             | 20             | 1.33       |
| 1930-31                                                                          | Tomás Zarraonaindia      | Spania        | Arenas Getxo            | 14             | 27             | 1.92       |
| 1931-32                                                                          | Ricardo Zamora (2)       | Spania        | Real Madrid             | 17             | 15             | 0.88       |
| 1932-33                                                                          | Ricardo Zamora (3)       | Spania        | Real Madrid (2)         | 18             | 17             | 0.94       |
| 1933-34                                                                          | Gregorio Blasco (2)      | Spania        | Athletic Bilbao (2)     | 14             | 21             | 1.50       |
| 1934-35                                                                          | Joaquín Urquiaga         | Spania        | Real Betis              | 21             | 19             | 0.90       |
| 1935-36                                                                          | Gregorio Blasco (3)      | Spania        | Athletic Bilbao (3)     | 21             | 30             | 1.47       |
| Între 1936-1939 nu s-a disputat nici un meci din cauza Războiului Civil Spaniol. |                          |               |                         |                |                |            |
| 1939-40                                                                          | Fernando Tabales         | Spania        | Atlético Madrid         | 21             | 29             | 1.38       |
| 1940-41                                                                          | José María Echevarría    | Spania        | Atlético Bilbao (4)     | 18             | 21             | 1.16       |
| 1941-42                                                                          | Juan Acuña               | Spania        | Deportivo La Coruña     | 26             | 37             | 1.42       |
| 1942-43                                                                          | Juan Acuña (2)           | Spania        | Deportivo La Coruña (2) | 25             | 31             | 1.24       |
| 1943-44                                                                          | Ignacio Eizaguirre       | Spania        | Valencia                | 26             | 32             | 1.23       |
| 1944-45                                                                          | Ignacio Eizaguirre (2)   | Spania        | Valencia (2)            | 22             | 28             | 1.27       |
| 1945-46                                                                          | José Bañón               | Spania        | Real Madrid (3)         | 25             | 29             | 1.16       |
| 1946-47                                                                          | Raimundo Lezama          | Spania        | Atlético Bilbao (5)     | 23             | 29             | 1.26       |
| 1947-48                                                                          | Juan Velasco             | Spania        | Barcelona               | 26             | 31             | 1.19       |
| 1948-49                                                                          | Marcel Domingo           | Franța        | Atlético Madrid (2)     | 24             | 28             | 1.16       |
| 1949-50                                                                          | Juan Acuña (3)           | Spania        | Deportivo La Coruña (3) | 22             | 29             | 1.31       |
| 1950-51                                                                          | Juan Acuña (4)           | Spania        | Deportivo La Coruña (4) | 26             | 36             | 1.38       |
| 1951-52                                                                          | Antoni Ramallets         | Spania        | Barcelona (2)           | 28             | 40             | 1.42       |
| 1952-53                                                                          | Marcel Domingo (2)       | Franța        | Espanyol (2)            | 27             | 34             | 1.25       |
| 1953-54                                                                          | Juan Ignacio Otero       | Spania        | Deportivo La Coruña (5) | 25             | 35             | 1.40       |
| 1954-55                                                                          | Juan Alonso              | Spania        | Real Madrid (4)         | 24             | 24             | 1.00       |
| 1955-56                                                                          | Antoni Ramallets (2)     | Spania        | Barcelona (3)           | 29             | 24             | 0.82       |
| 1956-57                                                                          | Antoni Ramallets (3)     | Spania        | Barcelona (4)           | 29             | 35             | 1.20       |
| 1957-58                                                                          | Gregorio Vergel "Goyo"   | Spania        | Valencia (3)            | 28             | 28             | 1.00       |
| 1958-59                                                                          | Antoni Ramallets (4)     | Spania        | Barcelona (5)           | 28             | 23             | 0.82       |
| 1959-60                                                                          | Antoni Ramallets (5)     | Spania        | Barcelona (6)           | 27             | 24             | 0.88       |
| 1960-61                                                                          | José Vicente Train       | Spania        | Real Madrid (5)         | 30             | 25             | 0.83       |
| 1961-62                                                                          | José Araquistáin         | Spania        | Real Madrid (6)         | 25             | 19             | 0.76       |
| 1962-63                                                                          | José Vicente Train (2)   | Spania        | Real Madrid (7)         | 27             | 26             | 0.96       |
| 1963-64                                                                          | José Vicente Train (3)   | Spania        | Real Madrid (8)         | 15             | 10             | 0.66       |
| 1964-65                                                                          | Antonio Betancort        | Spania        | Real Madrid (9)         | 24             | 15             | 0.62       |
| 1965-66                                                                          | José Manuel Pesudo       | Spania        | Barcelona (7)           | 22             | 15             | 0.68       |
| 1966-67                                                                          | Antonio Betancort (2)    | Spania        | Real Madrid (10)        | 22             | 15             | 0.68       |
| 1967-68                                                                          | Andrés Zapico Junquera   | Spania        | Real Madrid (11)        | 22             | 19             | 0.86       |
| 1968-69                                                                          | Salvador Sadurní         | Spania        | Barcelona (8)           | 30             | 18             | 0.60       |
| 1969-70                                                                          | José Ángel Iribar        | Spania        | Atlético Bilbao (6)     | 30             | 20             | 0.66       |
| 1970-71                                                                          | Angel Abelardo           | Spania        | Valencia (4)            | 30             | 19             | 0.63       |
| 1971-72                                                                          | Juan Antonio Deusto      | Spania        | Málaga                  | 28             | 17             | 0.60       |
| 1972-73                                                                          | Miguel Reina             | Spania        | Barcelona (9)           | 34             | 21             | 0.66       |
| 1973-74                                                                          | Salvador Sadurní (2)     | Spania        | Barcelona (10)          | 30             | 22             | 0.73       |
| 1974-75                                                                          | Salvador Sadurní (3)     | Spania        | Barcelona (11)          | 24             | 19             | 0.79       |
| 1975-76                                                                          | Miguel Ángel González    | Spania        | Real Madrid (12)        | 32             | 23             | 0.71       |
| 1976-77                                                                          | Miguel Reina (2)         | Spania        | Atlético Madrid (3)     | 30             | 29             | 0.96       |
| 1977-78                                                                          | Pedro María Artola       | Spania        | Barcelona (12)          | 28             | 23             | 0.82       |
| 1978-79                                                                          | José Luis Manzanedo      | Spania        | Valencia (5)            | 25             | 26             | 1.04       |
| 1979-80                                                                          | Luis Arconada            | Spania        | Real Sociedad           | 34             | 20             | 0.58       |
| 1980-81                                                                          | Luis Arconada (2)        | Spania        | Real Sociedad (2)       | 34             | 29             | 0.85       |
| 1981-82                                                                          | Luis Arconada (3)        | Spania        | Real Sociedad (3)       | 34             | 33             | 0.97       |
| 1982-83                                                                          | Agustín Rodríguez        | Spania        | Real Madrid (13)        | 29             | 22             | 0.75       |
| 1983-84                                                                          | Javier Urruticoechea     | Spania        | Barcelona (13)          | 33             | 26             | 0.78       |
| 1984-85                                                                          | Juan Carlos Ablanedo     | Spania        | Sporting de Gijón       | 33             | 22             | 0.66       |
| 1985-86                                                                          | Juan Carlos Ablanedo (2) | Spania        | Sporting de Gijón (2)   | 34             | 27             | 0.79       |
| 1986-87                                                                          | Andoni Zubizarreta       | Spania        | Barcelona (14)          | 43             | 29             | 0.67       |
| 1987-88                                                                          | Francisco Buyo           | Spania        | Real Madrid (14)        | 35             | 23             | 0.65       |
| 1988-89                                                                          | José Manuel Ochotorena   | Spania        | Valencia (6)            | 37             | 25             | 0.67       |
| 1989-90                                                                          | Juan Carlos Ablanedo (3) | Spania        | Sporting de Gijón (3)   | 31             | 25             | 0.80       |
| 1990-91                                                                          | Abel Resino              | Spania        | Atlético Madrid (4)     | 33             | 17             | 0.51       |
| 1991-92                                                                          | Francisco Buyo (2)       | Spania        | Real Madrid (15)        | 35             | 27             | 0.77       |
| 1992-93                                                                          | Francisco Liaño          | Spania        | Deportivo La Coruña (6) | 37             | 31             | 0.83       |
| 1992-93                                                                          | Santiago Cañizares       | Spania        | Celta de Vigo           | 36             | 30             | 0.83       |
| 1993-94                                                                          | Francisco Liaño (2)      | Spania        | Deportivo La Coruña (7) | 38             | 18             | 0.47       |
| 1994-95                                                                          | Pedro Jaro               | Spania        | Real Betis (2)          | 38             | 25             | 0.65       |
| 1995-96                                                                          | José Francisco Molina    | Spania        | Atlético Madrid (5)     | 42             | 32             | 0.76       |
| 1996-97                                                                          | Jacques Songo'o          | Camerun       | Deportivo La Coruña (8) | 37             | 28             | 0.76       |
| 1997-98                                                                          | Toni Jiménez             | Spania        | Espanyol (3)            | 37             | 31             | 0.84       |
| 1998-99                                                                          | Carlos Roa               | Argentina     | Mallorca                | 35             | 29             | 0.83       |
| 1999-00                                                                          | Martín Herrera           | Argentina     | Deportivo Alavés        | 38             | 37             | 0.97       |
| 2000-01                                                                          | Santiago Cañizares (2)   | Spania        | Valencia (7)            | 37             | 34             | 0.92       |
| 2001-02                                                                          | Santiago Cañizares (3)   | Spania        | Valencia (8)            | 31             | 23             | 0.74       |
| 2002-03                                                                          | Pablo Cavallero          | Argentina     | Celta de Vigo (2)       | 34             | 27             | 0.79       |
| 2003-04                                                                          | Santiago Cañizares (4)   | Spania        | Valencia (9)            | 37             | 25             | 0.68       |
| 2004-05                                                                          | Víctor Valdés            | Spania        | Barcelona (15)          | 35             | 25             | 0.71       |
| 2005-06                                                                          | José Manuel Pinto        | Spania        | Celta de Vigo (3)       | 36             | 28             | 0.78       |
| 2006-07                                                                          | Roberto Abbondanzieri    | Argentina     | Getafe                  | 37             | 30             | 0.81       |
| 2007-08                                                                          | Iker Casillas            | Spania        | Real Madrid (16)        | 36             | 32             | 0.89       |
| 2008-09                                                                          | Victor Valdés (2)        | Spania        | Barcelona (16)          | 35             | 31             | 0.89       |
| 2009-10                                                                          | Victor Valdés (3)        | Spania        | Barcelona (17)          | 38             | 24             | 0.63       |
| 2010-11                                                                          | Victor Valdés (4)        | Spania        | Barcelona (18)          | 32             | 16             | 0.50       |
| 2011-12                                                                          | Victor Valdés (5)        | Spania        | Barcelona (19)          | 35             | 28             | 0.80       |

### Segunda División
| Sezon   | Jucător            | Naționalitate | Echipă                   | Meciuri jucate | Goluri primite | Coeficient |
| ------- | ------------------ | ------------- | ------------------------ | -------------- | -------------- | ---------- |
| 1986-87 | Echevarria         | Spania        | Sestao                   | 43             | 28             | 0.55       |
| 1987-88 | Ferrer             | Spania        | Figueres                 | 30             | 23             | 0.76       |
| 1988-89 | Badou Zaki         | Maroc         | Mallorca                 | 28             | 15             | 0.53       |
| 1989-90 | Miguel Bastón      | Spania        | Figueres (2)             | 38             | 24             | 0.63       |
| 1990-91 | Francisco Liaño    | Spania        | Sestao (2)               | 38             | 27             | 0.71       |
| 1991-92 | José Garmendia     | Spania        | Eibar                    | 38             | 22             | 0.58       |
| 1992-93 | Mauro Ravnić       | Iugoslavia    | Lleida                   | 38             | 19             | 0.50       |
| 1993-94 | Toni               | Spania        | Espanyol                 | 38             | 25             | 0.66       |
| 1994-95 | Francisco Leal     | Spania        | Mérida                   | 38             | 19             | 0.50       |
| 1995-96 | José Garmendia (2) | Spania        | Eibar (2)                | 36             | 30             | 0.83       |
| 1996-97 | Emilio López       | Spania        | Badajoz                  | 36 (37)        | 22             | 0.61       |
| 1997-98 | Francisco Leal (2) | Spania        | Deportivo Alavés         | 39             | 22             | 0.56       |
| 1998-99 | Željko Cicović     | Serbia        | Las Palmas               | 34             | 25             | 0.73       |
| 1999-00 | Nuno               | Portugalia    | Mérida (2)               | 41             | 31             | 0.75       |
| 2000-01 | César              | Spania        | Recreativo de Huelva     | 38             | 23             | 0.61       |
| 2001-02 | Manuel Almunia     | Spania        | Eibar (3)                | 34 (35)        | 19             | 0.56       |
| 2002-03 | Andreas Reinke     | Germania      | Real Murcia              | 40             | 21             | 0.53       |
| 2003-04 | Toño               | Spania        | Recreativo de Huelva (2) | 28             | 19             | 0.68       |
| 2004-05 | Armando Riveiro    | Spania        | Cádiz                    | 40             | 26             | 0.65       |
| 2005-06 | Roberto Fernández  | Spania        | Sporting de Gijón        | 38             | 31             | 0.82       |
| 2006-07 | Alberto            | Spania        | Real Valladolid          | 35             | 28             | 0.80       |
| 2007-08 | Carlos Sanchez     | Spania        | Castellón                | 33             | 27             | 0.82       |
| 2008-09 | David Cobeño       | Spania        | Rayo Vallecano           | 40             | 35             | 0.88       |
| 2008-09 | Claudio Bravo      | Chile         | Real Sociedad            | 32             | 28             | 0.88       |
| 2009-10 | Vicente Guaita     | Spania        | Recreativo Huelva        | 30             | 24             | 0.80       |
| 2010-11 | Andrés Fernández   | Spania        | SD Huesca                | 31             | 26             | 0.84       |
| 2011-12 | Jaime Jiménez      | Spania        | Real Valladolid          | 40             | 36             | 0.90       |